# والتر ویترز
والتر ویتِرز (انگلیسی: Walter Withers; ۲۲ اکتبر ۱۸۵۴ – ۱۳ اکتبر ۱۹۱۴) نقاش اهل استرالیا و از اعضای مکتب هایدلبرگِ وابسته به امپرسیونیستهای استرالیایی بود.

## نگارخانه

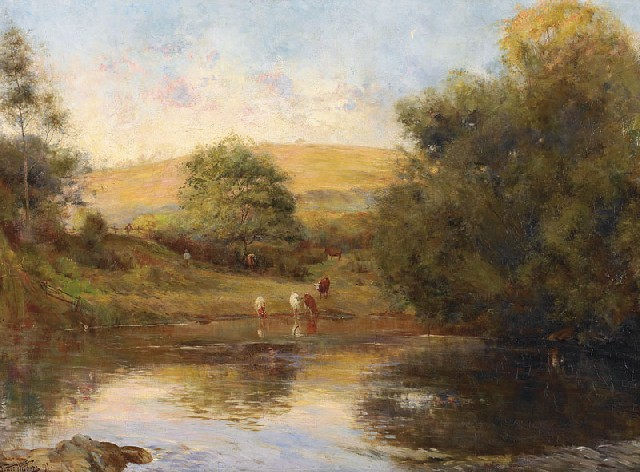
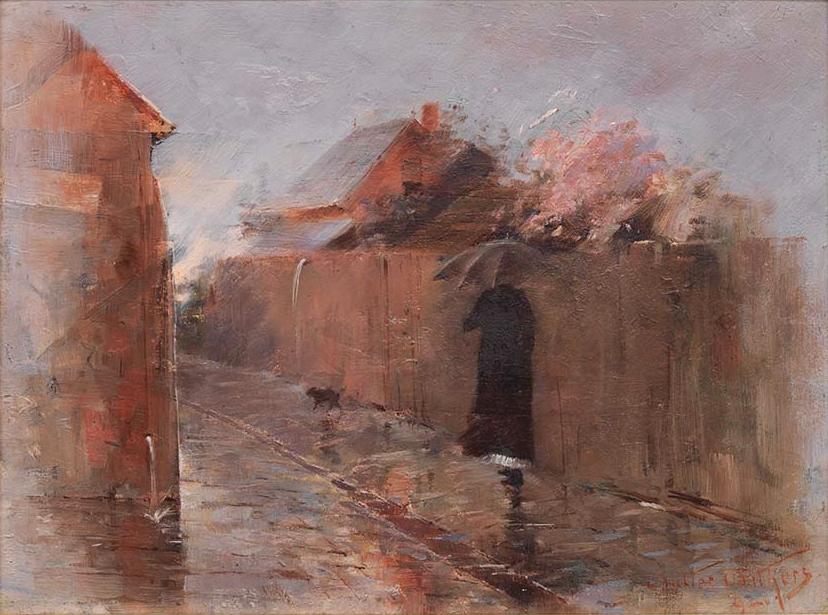
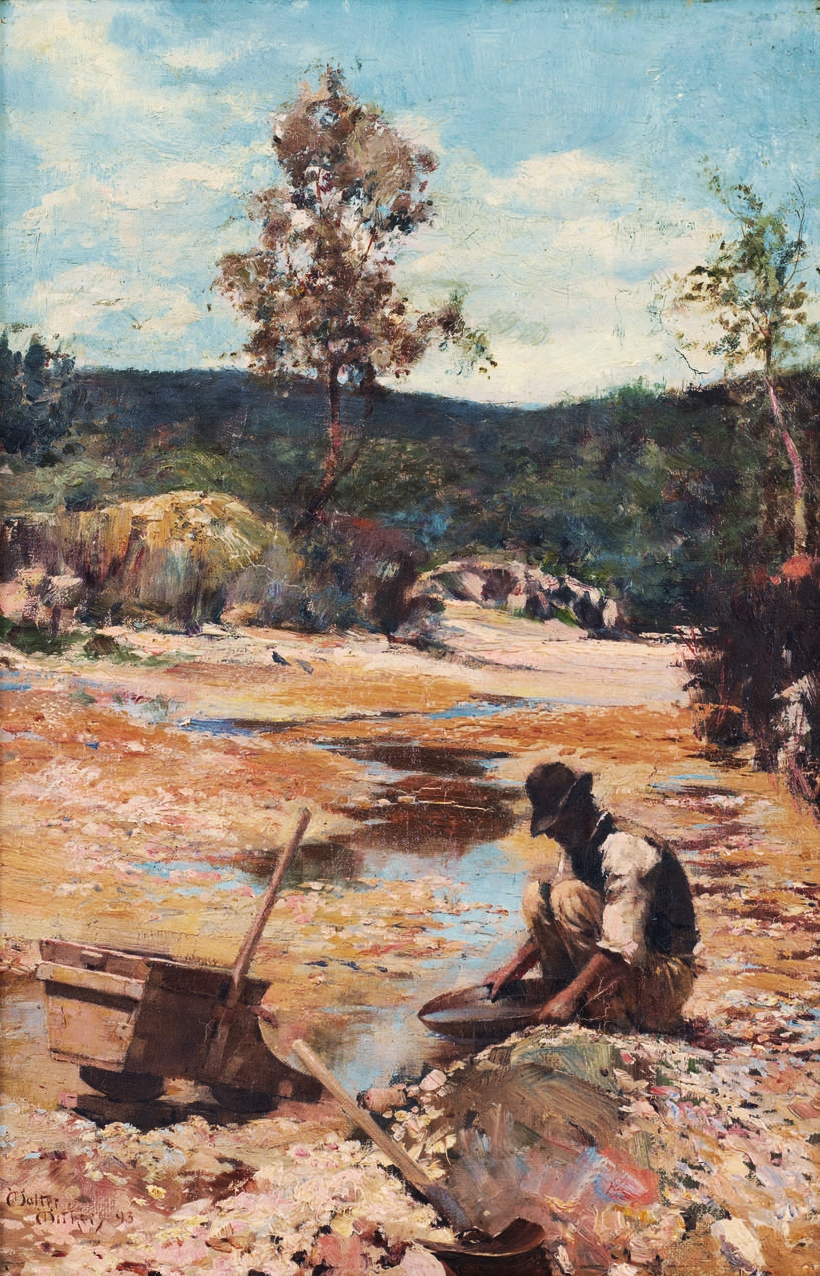
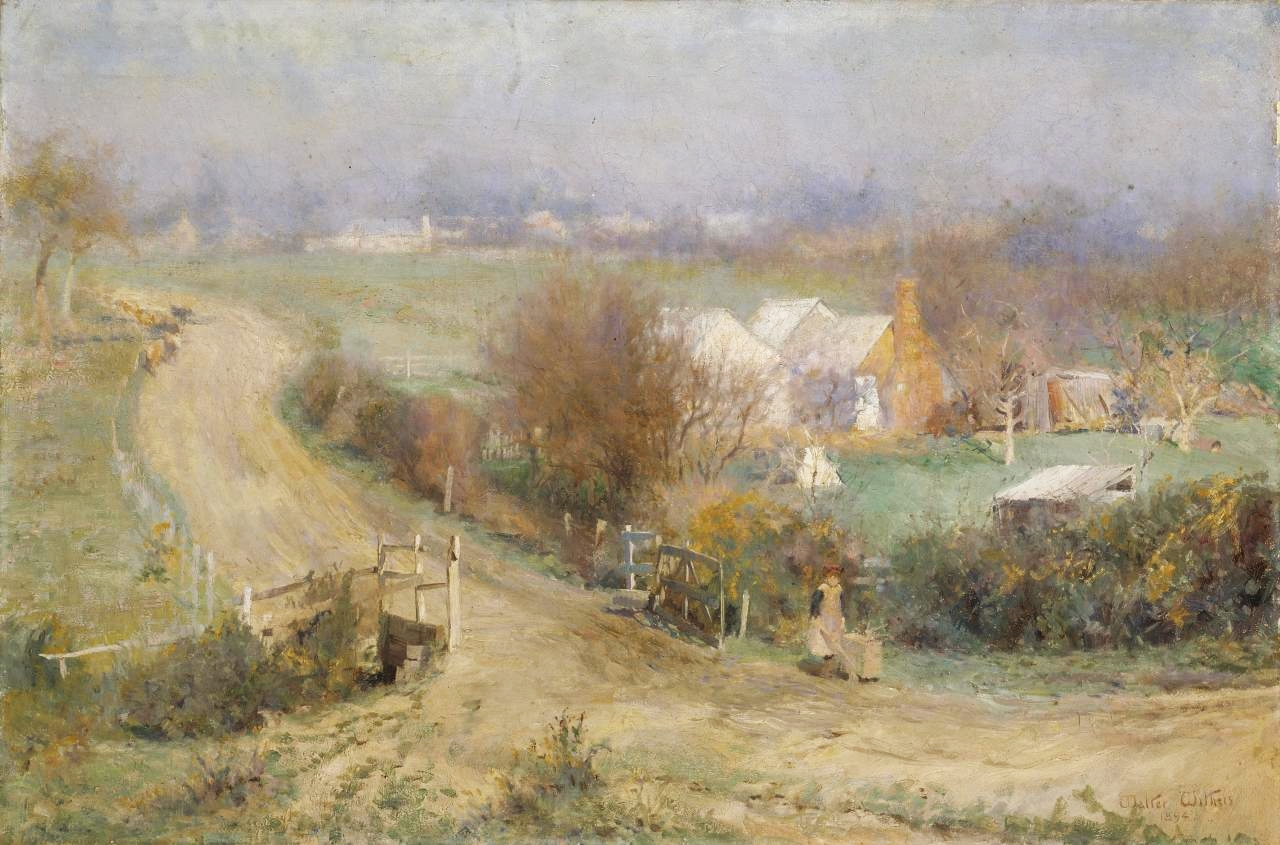
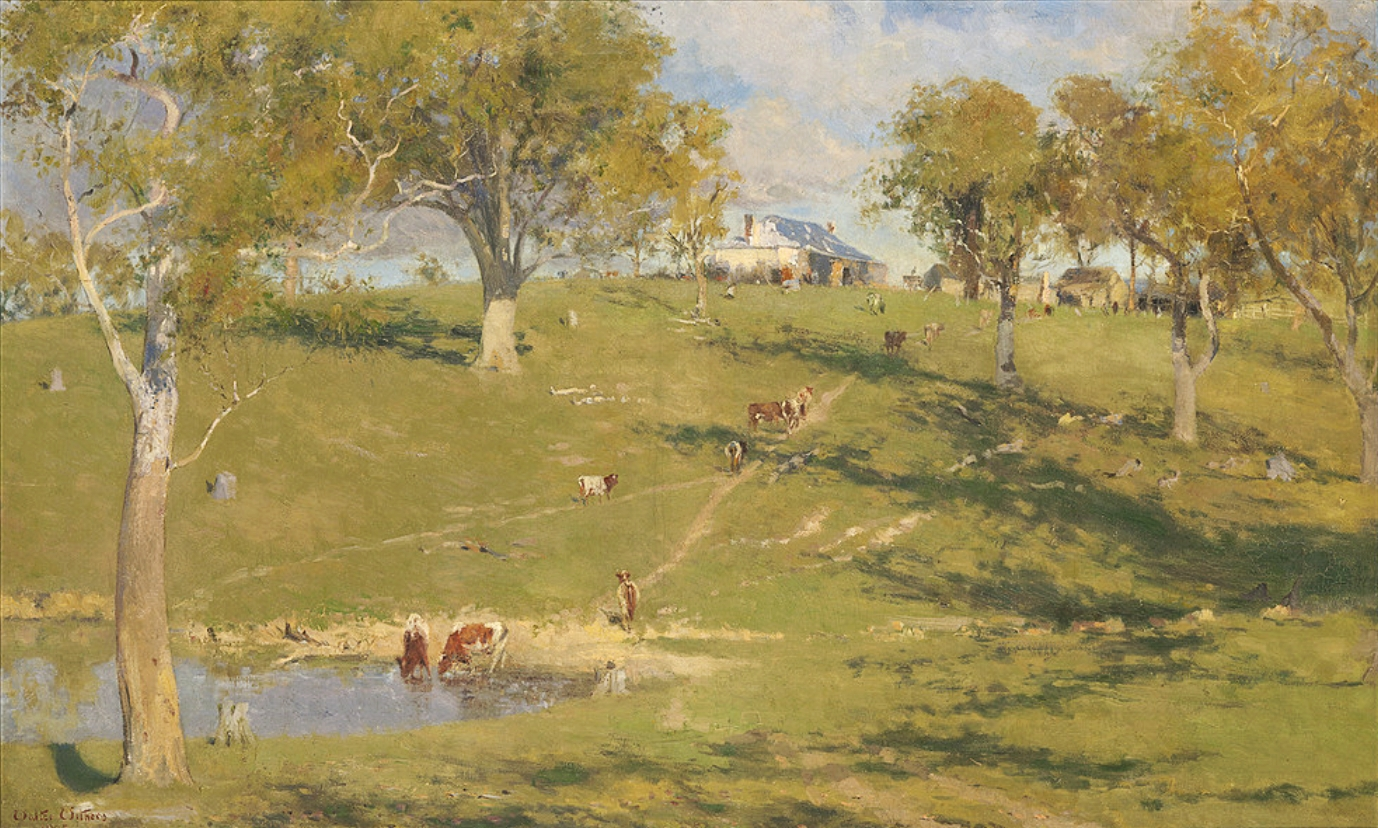